# Salif Keïta (Fußballspieler, 1946)
Salif Keïta (* 6. Dezember 1946 in Bamako; † 2. September 2023 ebenda) war ein malischer Fußballspieler und -funktionär.

## Sportliche Laufbahn

### Vereinskarriere
Keïta, der zehn Geschwister hatte, gilt als einer der erfolgreichsten Fußballspieler in der Geschichte seines Landes. In seiner Heimat wurde er in den 1960er Jahren mit der AS Real Bamako dreifacher Landesmeister. 1967 wechselte er zur AS Saint-Étienne in die Division 1. Da ihm die malischen Behörden die Ausreise verweigerten, verließ Keïta das Land heimlich und flog dann von Monrovia in Liberia nach Frankreich. Mit Saint-Étienne wurde er von 1967/68 bis 1969/70 dreimal in Folge Französischer Meister sowie zweimal Pokalsieger (1968 und 1970). In den fünf Jahren in Saint-Étienne gelangen dem Stürmer in 150 Erstligaspielen 125 Treffer und er war zweimal zweitbester Ligatorjäger. Während der Saison 1972/73 spielte Salif Keïta für Olympique Marseille (18 Spiele in der D1, 10 Tore). Anschließend wechselte er zum FC Valencia.

### Auswahleinsätze
Der größte Erfolg mit der Nationalmannschaft gelang ihm 1972, als er sie in das Finale des Afrika-Cups führte, in dem das Team aber dann der Mannschaft aus dem Kongo mit 2:3 unterlag. Keïta wurde bei diesem Turnier mit fünf Treffern bester Torschütze. Bisher wurden für ihn von der RSSSF 26 A-Länderspiele mit elf Treffern nachgewiesen.

## Weiterer Werdegang
In seinem Heimatland war Keïta nach dem Ende seiner Spielerlaufbahn im Gastgewerbe tätig und gründete die erste Fußballschule des Landes, aus der unter anderem sein Neffe Seydou Keita sowie Mahamadou Diarra hervorgingen. Von Juni 2005 bis 2009 war er Präsident der Fédération Malienne de Football (FMF). Ab 2013 war er Botschafter von AS Saint-Étienne.

## Erfolge
1967/68, 1968/69, 1969/70: Französischer Meister
1968, 1970: Französischer Pokalsieger
1970: Afrikas erster Fußballer des Jahres